# Richárd Réti

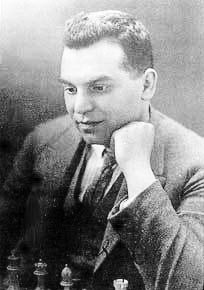
Richárd Réti

Richárd Réti (Bazin (het huidige Pezinok), 28 mei 1889 - Praag, 6 juni 1929) was een Hongaars-Oostenrijkse maar later Tsjecho-Slowaakse schaker.

## Leven en schaken
Kort na zijn geboorte vestigde de familie Réti zich in Wenen. Richárd studeerde daar wis- en natuurkunde maar stapte over naar het beroepsschaken: hij schaakte vaak in toernooien, gaf veel les en had in verscheidene dag- en weekbladen een schaakkolom. Hij publiceerde op zijn achttiende al schaakproblemen. 
Hij werd een enthousiaste vertegenwoordiger van het hypermodernisme, op zoek naar nieuwe mogelijkheden en ideeën.
Hij was eveneens een expert in blindschaak.
Aan het einde van de Eerste Wereldoorlog verhuisde hij naar Praag. In 1925 werd hij kampioen van Tsjecho-Slowakije en hij speelde ook een paar maal in de Schaakolympiade. In 1922 schreef hij Die neuen Ideen im Schachspiel. Midden 1929 overleed Richárd Réti op veertigjarige leeftijd aan roodvonk.
Zijn achterkleinzoon is de Duitse kunstenaar Elias Maria Reti.

## Schaakanalyse
| 8 | rd           | nd | bd | qd | kd | bd | nd | rd |
| 7 | pd           | pd | pd | pd | pd | pd | pd | pd |
| 6 |              |    |    |    |    |    |    |    |
| 5 |              |    |    |    |    |    |    |    |
| 4 |              |    |    |    |    |    |    |    |
| 3 |              |    |    |    |    | nl |    |    |
| 2 | pl           | pl | pl | pl | pl | pl | pl | pl |
| 1 | rl           | nl | bl | ql | kl | bl |    | rl |
|   | a            | b  | c  | d  | e  | f  | g  | h  |
|   | Réti-opening |    |    |    |    |    |    |    |

Hij was een vorser en heeft veel tijd besteed aan de schaaktheorie. Er zijn ruim dertig openingenvarianten van hem bekend en er is een opening naar hem vernoemd: de schaakopening Réti. Hiermee zijn wereldwijd vele officiële partijen gespeeld.

## Herdenking

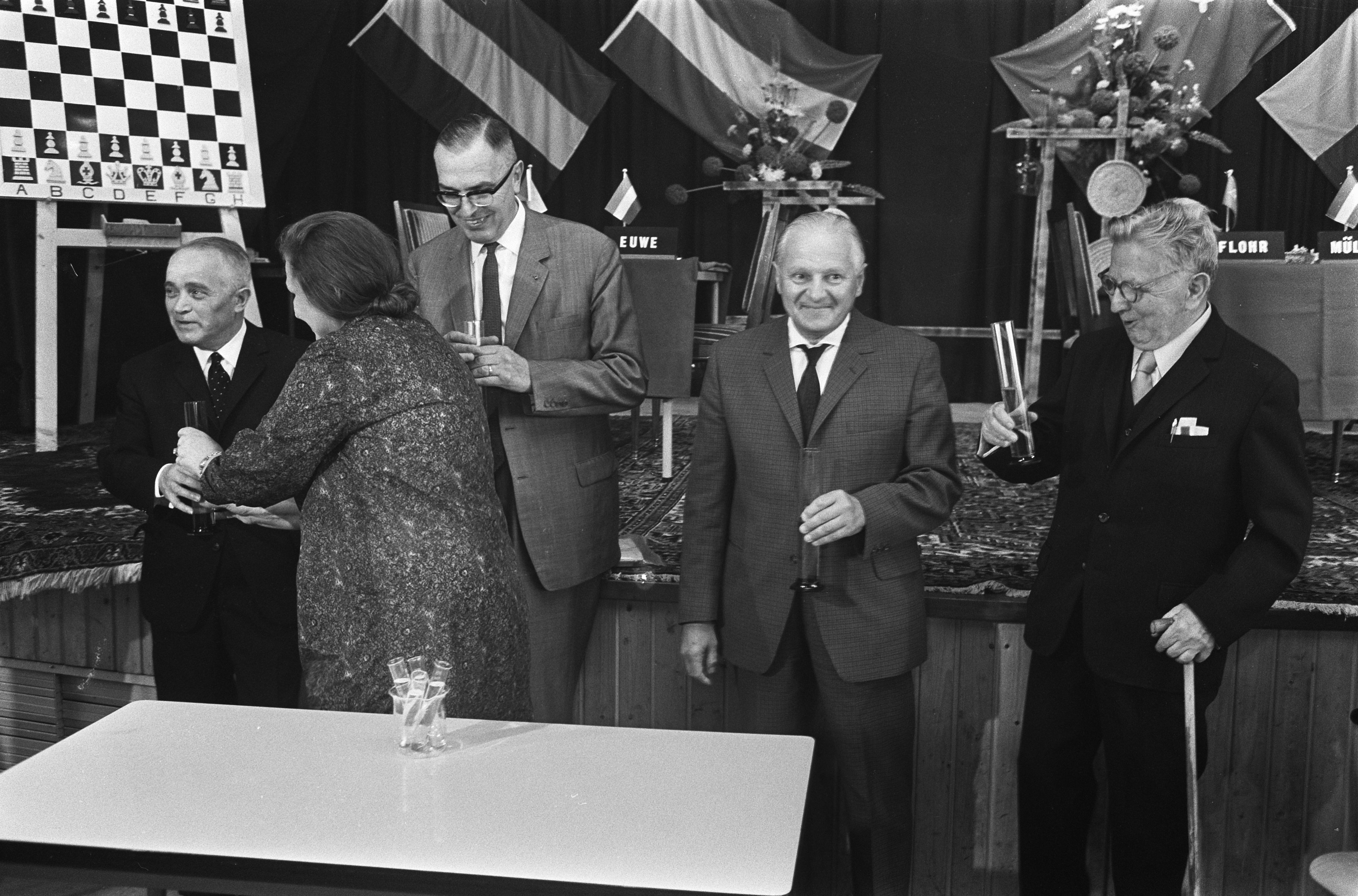
Schaakvierkamp in Bladel ter herinnering aan het 40-jarig overlijden van Réti

De Nederlandse schaker Max Euwe organiseerde in 1969, 40 jaar na Réti's overlijden, een schaakmemoriaal in Bladel waaraan verder Salo Flohr, Hans Müller (Oostenrijk) en Karel Opočenský meededen. De weduwe Réti verrichtte de loting.

## Publicaties
- Symon Algera: 'Réti in Nederland'. In: Man en paard (Schaakvereniging Voorschoten), juni 2017, pag. 2-6. Digitale versie